# Accidente aéreo de Cerro Marta
El accidente del Fuerza Aérea Panameña Twin Otter de 1981 también conocido como accidente aéreo de Cerro Marta o muerte del General Omar Torrijos Herrera se produjo el 31 de julio de 1981, cuando un De Havilland Canada DHC-6 Twin Otter de la Fuerza Aérea Panameña, con el código de identidad FAP-205, se estrelló en Cerro Marta, en la comunidad de Coclesito, Provincia de Coclé, República de Panamá en condiciones meteorológicas adversas en su aproximación final a la pista de aterrizaje del lugar. Las siete personas a bordo, entre ellos el general Omar Torrijos Herrera, quien dirigió la Dictadura militar del país entre 1968 a 1981, fallecieron en el lugar.
La investigación del accidente aéreo está rodeado por la controversia, el misterio y la especulación sobre las circunstancias de cómo se estrelló la aeronave. El accidente se produjo poco después de que Ronald Reagan asumiera el cargo de Presidente de los Estados Unidos y tres meses después de la muerte del Presidente del Ecuador Jaime Roldós Aguilera en circunstancias similares. La muerte de Torrijos generó sospechas de que pudo haber sido un Magnicidio por la cercanía de la muerte de Jaime Roldós y la asunción de cargo a presidente de los Estados Unidos Ronald Reagan.
La causa del fatal accidente sigue en disputa y totalmente desconocida.

## Historia
A las 10:44 a. m. del 31 de julio de 1981, FAP-205 despegó de la Base aérea de Río Hato, (hoy el Aeropuerto Internacional Scarlett Martínez) con dirección a la pista aérea de Coclesito, para visitar a las personas que vivían allí y donde poseía una residencia de descanso. En los controles de la aeronave estaba el Capitán Azael Adames y el Subteniente Víctor Rangel como copiloto. Los pasajeros del vuelo eran el general Omar Torrijos Herrera, el mecánico Carlos E. Rivera, el sargento Ricardo Machazek, guardaespaldas, el asistente Jaime Correa, y la dentista Teresa Ferreiro. El avión aterrizó en el aeropuerto de Penonomé a las 10:55 de la mañana para hacer una parada, que finalizó a las 11:40 a. m. En ese momento, el vuelo estaba a sólo 15 minutos de su destino final. Encontró un fuerte temporal que provocó posiblemente su caída.

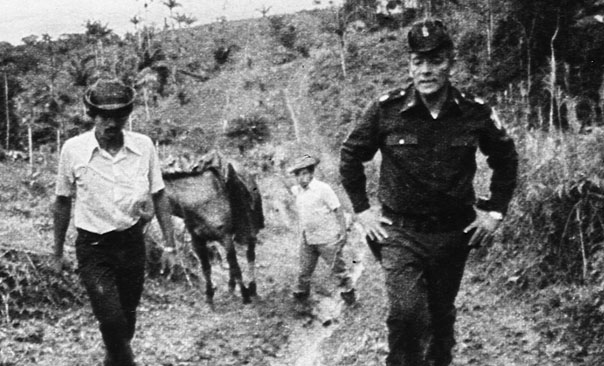
Omar Torrijos (derecha), acompañando a campesinos panameños.

Hay mucha controversia acerca de cómo se estrelló el avión. Se sabe que el avión intentó aterrizar en Coclesito pero había mal tiempo en lugar, y que desapareció del radar entre las 11:55 a. m. y 12:05 p. m., pero el ATC no declaró una emergencia durante casi un día, debido a la naturaleza limitada de cobertura de radar de Panamá en el momento. El gobierno sabía de la desaparición del avión, pero permaneció en silencio hasta que se organizó la misión de rescate.
Pero el 1 de agosto, los medios de comunicación panameños comenzaron a reportar la desaparición del avión y el gobierno se vio obligado a declarar la desaparición física de Torrijos. A las 11:30 p. m. del mismo día, las autoridades panameñas, con el apoyo del ejército de Estados Unidos, encontraron los primeros restos de la aeronave en Cerro Marta 3100 pies sobre el nivel del mar, pero había poco que hacer porque todas las personas a bordo (siete), incluyendo Torrijos, habían fallecido. El avión se desintegró por el impacto con excepción de la cola del avión contra las montañas.
Las noticias sobre la muerte de Torrijos causó una crisis en la Dictadura militar y el luto nacional en Panamá, especialmente por los pobres, porque las acciones y reformas populares de Torrijos dieron relativamente más oportunidades y ventajas para ellos[cita requerida]. El 4 de agosto, un Funeral de Estado se llevó a cabo para él en la Catedral Metropolitana en el Casco Viejo de Panamá donde fue enterrado por un breve tiempo, pero más tarde se transfirió a un mausoleo en la Zona del Canal de Panamá en el Fuerte Amador, cerca de la Ciudad de Panamá. Sus restos fueron trasladados a una Iglesia ubicada en La Loceria, en Betania, en la Ciudad de Panamá después de la Invasión estadounidense de Panamá de 1989.

## Investigaciones
Después de recuperar los cuerpos, las investigaciones se iniciaron por las autoridades panameñas y el FBI. Inicialmente, los investigadores tenían alguna información acerca de las circunstancias en el momento del accidente:
- Cerro Marta tiene una altitud de 3432 pies y el avión cayó a 3100 pies
- El choque se produjo entre 11:55 a. m. y las 12:05 p. m.
- La visibilidad era baja, debido a las malas condiciones
- En los momentos finales del vuelo, el piloto estaba tratando de ver la pista del aeropuerto entre las montañas
- El daño que se apareció en el avión era por el impacto y el fuego fue después del estallido

De ahí empezaron las investigaciones donde los residentes de Coclesito, más adelante reportarían haber escuchado, entre las 11:50 a. m. y las 12:05 p. m., dos estallidos provenientes de la cordillera. Días después, el Ministerio Público de Panamá daba comienzo a la investigación, que concluiría el 3 de abril de 1983, en el Juzgado Segundo de Penonomé, cuando Alfonso Chen sobreseyó provisionalmente el caso, aduciendo que ‘las piezas procesales permitían descartar mano criminal'. El informe de la fiscalía, apoyado en informes del Buró Federal de Investigaciones (FBI) de Estados Unidos, reveló que el avión en el que viajaba Torrijos sufrió desperfectos mecánicos y no tenía restos de explosivos.

## Teorías de la conspiración
El legislador Moisés Torrijos, hermano ya fallecido del general, denunció un posible atentado en 1986. Este aseguraba que tenía informes de la inteligencia estadounidense, según los cuales, el militar murió en la "Operación Halcón al Vuelo", organizada y financiada por la Agencia Central de Inteligencia (CIA). El gobierno de Estados Unidos siempre ha negado la existencia de estos informes. 
John Perkins relató en su libro Confesiones de un sicario económico que la muerte de Torrijos no fue accidental. Según Perkins, Torrijos fue asesinado por la Agencia Central de Inteligencia quienes se oponían a las negociaciones entre Torrijos y un grupo de empresarios japoneses liderados por Shigeo Nagano que proponían la construcción de un canal a nivel por Panamá. Sin embargo, los documentos relacionados con el accidente desaparecieron durante la invasión de Panamá por los EE. UU. en 1989. En audiencias previas al juicio de Manuel Antonio Noriega, en Miami en mayo de 1991, el abogado de Noriega, Frank Rubino, dijo: "El general Noriega tiene en su poder documentos que demuestran los atentados sufridos por él y Torrijos, todo orquestado por agencias del Gobierno de Estados Unidos". Los documentos no fueron aceptados como evidencia en el tribunal debido a que el juez concordó con el Gobierno estadounidense en que la mención pública de dichos documentos violaría el acta pública de procedimientos sobre información clasificada. Torrijos murió poco después de la instalación de Ronald Reagan como presidente de Estados Unidos.

## Consternación internacional
El secretario general de la Organización de Estados Americanos (OEA), Alejandro Orfila, elogió en Washington la personalidad del exjefe del Estado panameño. "Tenía la mayor admiración por Torrijos. Fue un hombre que adelantó ideas con un sentido nacional único. Lo que hizo por el canal de Panamá merece la admiración de todos nosotros" declaró Orfila. El presidente de la OEA destacó “la dignidad” con que Torrijos negoció con el gobierno de Estados Unidos la devolución del Canal así como el progreso que infundió a su país.
En Nicaragua, donde el general Torrijos estaba considerado como "un gran amigo de la revolución sandinista", la noticia de su muerte provocó enorme conmoción. Torrijos visitó Nicaragua poco después de producirse el triunfo revolucionario del 19 de julio de 1979 y fue objeto de un recibimiento multitudinario en la Plaza de Revolución de Managua.
El candidato presidencial costarricense Rafael Calderón Fournier declaró en San José, sentirse consternado por la muerte del general Omar Torrijos, un hombre que logró el retorno de la democracia a Panamá"
El rey de España y el presidente del Gobierno, Leopoldo Calvo Sotelo, enviaron sendos telegramas en los que expresan su condolencia por la muerte del general Omar Torrijos. El ministro de Asuntos Exteriores, Pérez Llorca, envió un telegrama en el mismo sentido a su colega panameño.

## Museo
Tras la muerte del general en 1981, la casa se convirtió en un museo y pasó al cuidado de la comunidad, hoy día es la casa museo Omar Torrijos. Además está ubicada en el Parque nacional General de División Omar Torrijos Herrera un gran reservorio ecológico del lugar.